# Cordignano
Cordignano ist eine nordostitalienische Gemeinde (comune) in der Provinz Treviso in Venetien. Die Gemeinde liegt etwa 34,5 Kilometer nordöstlich von Treviso, 17 Kilometer westlich von Pordenone und grenzt unmittelbar an die Region Friaul-Julisch Venetien.

## Verkehr
Durch die Gemeinde verläuft die Strada Statale 13 Pontebbana.

## Persönlichkeiten
- Hermenegild von Francesconi (1795–1862), Eisenbahningenieur
- Alexandra Agiurgiuculese (* 2001), italienische Turnerin; lebt hier